# Andrew Robertson (athlétisme)
Pour les articles homonymes, voir Andrew Robertson.
Andrew Robertson, né le 17 décembre 1990 à Grantham, est un athlète britannique, spécialiste du 100 m.

## Biographie
Son meilleur temps est de 10 s 29 (+ 0,9 m/s) réalisé à Bedford le 25 juin 2011. Il a remporté deux médailles lors des Championnats d'Europe espoirs d'athlétisme 2011 à Ostrava.
Il avait réalisé 10 s 37 à Novi Sad et remporté la médaille de bronze du relais 4 × 100 m lors des Championnats d'Europe juniors d'athlétisme 2009.

## Palmarès
| Date | Compétition                       | Lieu        | Résultat | Épreuve   | Temps   |
| ---- | --------------------------------- | ----------- | -------- | --------- | ------- |
| 2009 | Championnats d'Europe juniors     | Novi Sad    | 4e       | 100 m     | 10 s 37 |
| 2009 | Championnats d'Europe juniors     | Novi Sad    | 3e       | 4 × 100 m | 39 s 78 |
| 2011 | Championnats d'Europe espoirs     | Ostrava     | 3e       | 100 m     | 10 s 52 |
| 2011 | Championnats d'Europe espoirs     | Ostrava     | 2e       | 4 × 100 m | 39 s 10 |
| 2015 | Championnats d'Europe par équipes | Tcheboksary | 1re      | 4 x 100 m | 38 s 21 |
| 2021 | Championnats d'Europe en salle    | Toruń       | 4e       | 60 m      | 6 s 63  |
| 2025 | Championnats d'Europe en salle    | Apeldoorn   | 3e       | 60 m      | 6 s 55  |

### Records
| Épreuve              | Performance         | Lieu      | Date            |
| -------------------- | ------------------- | --------- | --------------- |
| 60 mètres (en salle) | 6 s 61              | Sheffield | 12 février 2012 |
| 100 mètres           | 10 s 10 (+ 1,9 m/s) | Bedford   | 23 août 2014    |